# Frida Abrahamsson
Frida Elisabeth Abrahamsson, född 14 september 1994, är en svensk före detta fotbollsspelare. Hon spelade under sin karriär bland annat för Piteå IF och KIF Örebro i Damallsvenskan.

## Karriär
Abrahamssons moderklubb är Luleå SK. 2010 spelade hon för Lira BK i Division 2. Mellan 2011 och 2013 spelade Abrahamsson för Notvikens IK.
Inför säsongen 2014 värvades Abrahamsson av Piteå IF. Under säsongerna 2015 och 2016 var hon under perioder utlånad till Sunnanå SK.
I november 2017 värvades Abrahamsson av KIF Örebro. Hon hjälpte KIF Örebro att bli uppflyttade till Damallsvenskan under sin första säsong i klubben. Abrahamsson som var lagkapten i klubben förlängde efter säsongen sitt kontrakt med ett år. I november 2019 förlängdes kontraktet med ett år och efter säsongen 2020 förlänges kontraktet återigen med ett år. I oktober 2021 förlängde Abrahamsson sitt kontrakt i KIF Örebro fram över säsongen 2022.
Efter säsongen 2022 valde Abrahamsson som 28-åring att avsluta sin fotbollskarriär.